# Уотсон, Сейдж
Сейдж Хизер Уотсон (англ. Sage Heather Watson; род. 20 июня 1994, Медисин-Хат, Альберта) — канадская легкоатлетка, специалистка по бегу на короткие дистанции и барьерному бегу. Выступает за сборную Канады по лёгкой атлетике с 2011 года, чемпионка Панамериканских игр, победительница и призёрка первенств национального значения, обладательница рекорда страны в беге на 400 метров с барьерами, участница летних Олимпийских игр в Рио-де-Жанейро.

## Биография
Сейдж Уотсон родилась 20 июня 1994 года в городе Медисин-Хат, провинция Альберта.
Занималась лёгкой атлетикой во время учёбы в Университете штата Флорида и в Аризонском университете, неоднократно принимала участие в различных студенческих соревнованиях в США.
Впервые заявила о себе на международном уровне в сезоне 2011 года, когда вошла в состав канадской национальной сборной и выступила на юношеском мировом первенстве в Лилле — стала здесь восьмой в беге на 400 метров с барьерами и выиграла бронзовую медаль в эстафете 100 + 200 + 300 + 400 метров.
В 2012 году на юниорском мировом первенстве в Барселоне дошла до стадии полуфиналов в барьерном беге на 400 метров и показала шестой результат в эстафете 4 × 400 метров.
На юниорском панамериканском первенстве 2013 года в Медельине была лучшей в беге на 400 метров с барьерами, второй в эстафете 4 × 400 метров и третьей в индивидуальном беге на 400 метров.
В 2015 году побывала на Панамериканских играх в Торонто, откуда привезла награду бронзового достоинства, выигранную в эстафете 4 × 400 метров. Также в этом сезоне отметилась выступлением на чемпионате мира в Пекине.
Благодаря череде удачных выступлений удостоилась права защищать честь страны на летних Олимпийских играх 2016 года в Рио-де-Жанейро — в беге на 400 метров с барьерами дошла до полуфинала, тогда как в эстафете 4 × 400 метров заняла со своими соотечественницами итоговое четвёртое место.
После Олимпиады в Рио Уотсон осталась в основном составе канадской национальной сборной и продолжила принимать участие в крупнейших международных турнирах. Так, в 2017 году она стартовала на чемпионате мира в Лондоне, став в барьерном беге на 400 метров шестой.
В 2018 году показала пятый результат в беге на 400 метров с барьерами на Играх Содружества в Голд-Косте.
В 2019 году заняла четвёртое место в эстафете 4 × 400 метров на чемпионате мира по легкоатлетическим эстафетам в Иокогаме, завоевала золотую и серебряную медали на Панамериканских играх в Лиме — в барьерном беге на 400 метров и в эстафете 4 × 400 метров соответственно. Участвовала в чемпионате мира в Дохе — в беге на 400 метров с барьерами установила национальный рекорд Канады (54,32), расположившись в итоговом протоколе соревнований на восьмой строке, в то время как в эстафете 4 × 400 метров в финале канадская команда была дисквалифицирована.